# Snowflake
Snowflake és una població del Comtat de Navajo a l'estat d'Arizona. Segons el cens del 2007 tenia 5.343 habitants.

## Demografia
Segons el cens del 2000, Snowflake tenia 4.460 habitants, 1.312 habitatges, i 1.070 famílies La densitat de població era de 55,9 habitants/km².
Dels 1.312 habitatges en un 46,5% hi vivien nens de menys de 18 anys, en un 69,5% hi vivien parelles casades, en un 9,1% dones solteres, i en un 18,4% no eren unitats familiars. En el 15,8% dels habitatges hi vivien persones soles el 6,7% de les quals corresponia a persones de 65 anys o més que vivien soles. El nombre mitjà de persones vivint en cada habitatge era de 3,37 i el nombre mitjà de persones que vivien en cada família era de 3,81.
Per edats la població es repartia de la següent manera: un 37,9% tenia menys de 18 anys, un 9,8% entre 18 i 24, un 21,8% entre 25 i 44, un 19,8% de 45 a 60 i un 10,7% 65 anys o més.
L'edat mediana era de 28 anys. Per cada 100 dones de 18 o més anys hi havia 95,3 homes.
La renda mediana per habitatge era de 37.439 $ i la renda mediana per família de 42.500 $. Els homes tenien una renda mediana de 30.517 $ mentre que les dones 21.164 $. La renda per capita de la població era de 13.391$. Aproximadament el 10,4% de les famílies i el 15% de la població estaven per davall del llindar de pobresa.

## Poblacions properes
El següent diagrama mostra les poblacions més properes.